# Itutinga
Itutinga este un oraș în Minas Gerais (MG), Brazilia.